# VfL Meiningen 04
Der VfL Meiningen 04 e. V. ist ein Fußballverein aus der südthüringischen Stadt Meiningen. Er hat 350 Mitglieder (Stand 2024) und ist einer von acht Fußballvereinen in der Stadt. Die Vereinsfarben sind Blau-Weiß.

## Geschichte

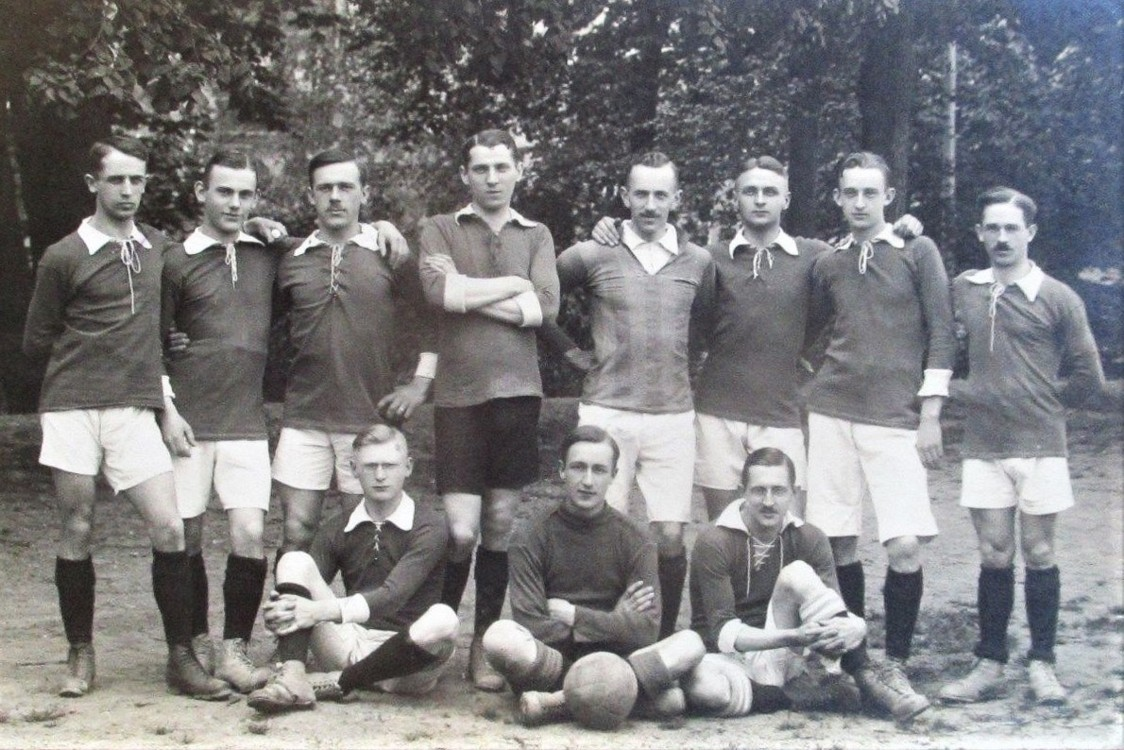
SC Meiningen 04 im Jahr 1918

Im Dezember 1904 gründete sich der Verein als Sportklub 04 Meiningen, der sich später „SC Meiningen 04“ nannte. Dem SC schlossen sich 1912 die Fußballer vom Spielverein (SpV) Meiningen und 1913 die des 1909 gegründeten VfB Meiningen an. Bis zum Ersten Weltkrieg spielten der SC, der VfB und der SpV in der Liga Westthüringen, wo der SC 1904 Meiningen 1911 Erster der Nordstaffel wurde und 1913 die Meisterschaft errang. 1922 fusionierte der SC mit der Spielvereinigung (SV) Meiningen zum „VfL Meiningen 04“. Von 1923 bis 1932 war man in der Gauliga Westthüringen vertreten. Während des Zweiten Weltkrieges stellten die Nationalsozialisten im Jahr 1941 den Spielbetrieb ein. Auf Anordnung der sowjetischen Besatzungsmacht löschte man im Dezember 1945 den VfL aus dem Vereinsregister. Die Nachfolge trat daraufhin die BSG Eintracht Meiningen an. Weitere Namensänderungen gab es 1949 in BSG Ernst-Thälmann Meiningen und 1951 in BSG Einheit Meiningen. 1952 war Einheit Meiningen Gründungsmitglied der Bezirksliga Suhl. Hier belegte man bis 1956 zumeist Mittelfeldplätze.
1957 wurde Einheit Meiningen durch die Integration in die Sektion Fußball der Betriebssportgemeinschaft (BSG) Lokomotive Meiningen mit den Fußballern der ebenfalls in der Bezirksliga spielenden BSG Lok vereint. Die BSG Lokomotive wurde vom damaligen Reichsbahnausbesserungswerk und heutigem Dampflokwerk Meiningen getragen. Die Fußball-Sektion bestand in dieser Form bis 1992 fort. In dieser Zeit spielte die erste Mannschaft überwiegend in der Bezirksliga, eine der 15 dritten Ligen in der DDR. Hier konnte der Bezirksmeistertitel 1960, 1983/84 und 1986/87 sowie der Titel Pokalsieger erkämpft werden. 1971 erreichte man den Aufstieg in die zweitklassige DDR-Liga. Nach einer sehr erfolglosen Saison, in welcher man in 22 Spielen nur einen Sieg errang, stieg die Mannschaft bereits 1972 wieder ab. 1990 gab es eine Namensänderung der BSG Lokomotive in ESV (Eisenbahnersportverein) Lok Meiningen und die Sektion Fußball war Gründungsmitglied der Thüringenliga (damals drittklassig).
Am 11. Mai 1992 gründete sich schließlich der VfL Meiningen 04 als e. V. neu und man trennte sich von der ESV Lok Meiningen. Die Spielstätte Sportplatz der Eisenbahner wurde in Sportplatz Landsberger Straße umbenannt. Dort spielten die Mannschaften des VfL bis zum Saisonende 2005/06, um dann mit Beginn der Saison 2006/07 in das Stadion Maßfelder Weg umzusiedeln. Gelegentlich wurde die alte Spielstätte für einige Jahre noch für Trainingszwecke und für den Punktspielbetrieb im Nachwuchsbereich benutzt, ist aber inzwischen aufgegeben worden. Die Nachwuchsmannschaften sind Spielgemeinschaften (SG), die gemeinsam vom VfL und den Ortsteil-Nachbarn SG Helba und Herpfer SV 07 gebildet und getragen werden.

## Spielbetrieb

### Männer
Die erste Mannschaft spielt in der Saison 2024/25 in der Thüringenliga. Seit den 1990er-Jahren war sie einige Jahre in der neu gegründeten Thüringenliga vertreten. Zumeist spielte man aber in der Landesklasse, der zweithöchsten Fußballklasse in Thüringen. Nach dem Abstieg aus der Landesklasse West 2009/10 war die erste Mannschaft in der Thüringer Regionalklasse, Staffel 8 und der Nachfolgeklasse Kreisoberliga Rhön-Rennsteig zu Hause, wo sie 2012/13 Meister wurde und den Wiederaufstieg in die Landesklasse schaffte. 2015 musste sie nach einem 15. Platz erneut absteigen, schaffte aber sofort den Wiederaufstieg. Ab der Saison 2016/17 spielte der VfL in der Landesklasse Staffel 3, wo er 2017/18 und 2023/24 als Staffel-Meister den Aufstieg in die Thüringenliga schaffte. Die Zweite Mannschaft ist ab 2023/24 in der Kreisoberliga und die „Alten Herren Ü35“ sind in der Kreisliga Rhön-Rennsteig vertreten.

### SG Meiningen
Im Nachwuchsbereich bildet der VfL Meiningen 04 mit den Fußballvereinen Herpfer SV 07 und der SpG Helba die Spielgemeinschaft (SG) Meiningen. In der Saison 2023/24 befanden sich 17 Mannschaften im Spielbetrieb. Die hochklassigste Mannschaft sind dabei die A-Junioren (Helba), die in der Verbandsliga spielen.

## Statistik

Historisches Logo 1930er Jahren

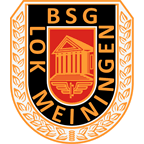
Historisches Logo der BSG Lok

- Gauliga Westthüringen 1909/10 – 1913/14 und 1923/24 – 1931/32.
- Teilnahme Mitteldeutsche Fußballmeisterschaft 1913/14.
- Teilnahme Mitteldeutsche Fußballmeisterschaft 1924/25, 1925/26.
- Fußball-Landesklasse Thüringen: 1947/48 Qualifikation zur Ostzonenmeisterschaft: Viertelfinale (1:2 n. V. gegen SG Weimar-Ost)
- Bezirksliga Suhl (3. Liga): 1952/53 – 1960, 1963/64 – 1970/71, 1972/73 – 1989/90.
- II. DDR-Liga: 1961/62, 1962/63, Ewige Tabelle der II. DDR-Liga: Rang 87.
- DDR-Liga: 1971/72, Ewige Tabelle der DDR-Liga: Rang 198.
- Thüringenliga: 1990/91 – 1992/93, 1997/98, 2018/19, 2024/25, Ewige Tabelle Thüringen-Liga 1990–2000: Rang 20.

### Erfolge

#### VfL Meiningen 04
- Meister der Gauliga Westthüringen 1913/14 (eine der 20 obersten Ligen im Verband Mitteldeutscher Ballspiel-Vereine).
- Meister Bezirksliga Suhl: 1960, 1983/84, 1986/87.
- Pokalsieger des Bezirkes Suhl: 1976, 1979.

#### SG Meiningen
- D-Mädchen: Thüringer Landesmeister 2008/09.
- E-Mädchen: Thüringer Landesmeister und Hallenlandesmeister 2008/09.
- E-Junioren: Thüringer Hallenlandesmeister 2004/05.
- F-Mädchen: Thüringer Landesmeister 2009/2010.